# Rețeta Makropolus
Rețeta Makropolus (Věc Makropulos) este o piesă de teatru SF din 1922 a scriitorului ceh Karel Čapek. Complotul este construit în jurul secretului veșniciei tinereții, care este cunoscut doar celor două personaje din piesă și pe care alții vor să pună stăpânire. Ideea de „longevitate forțată” - dacă nemurirea în sine poate fi un lucru bun pentru o persoană, Čapek a exprimat-o în 1918 în articolul său „Filozofie și viață”. În mai-iulie 1922, el a dezvoltat această idee în piesa „Rețeta Makropolus” („comedie în trei acte cu un epilog ”).

## Personaje
- Vítek (avocat)
- Kristina (fiica sa, tânără cântăreață)
- Albert Gregor
- Dr Kolenatý (avocat)
- Emilia Marty (cântăreață de opera)
- Baron Jaroslav Prus
- Janek Prus (fiul său)
- Count Hauk-Šendorf
- Stage Technician
- Cleaning Woman
- Hotel Chambermaid

## Teatru radiofonic
”Rețeta Makropoulos” (1965) de Karel Čapek, în regia lui Gh. Harag - Cu Ion Fintesteanu, Fory Etterle, Alexandru Repan, Coti Hociung, Melania Carje, Ștefan Mihailescu Brăila 

## Legături externe
- Piesa în cehă (online)

## Vezi și
- Științifico-fantasticul în Cehia
- Teatru științifico-fantastic